# أندريه لوكاس
أندريه لوكاس (بالإنجليزية: Andre Lucas)‏ هو عسكري أمريكي، ولد في 2 أكتوبر 1930 في واشنطن العاصمة في الولايات المتحدة، وتوفي في 23 يوليو 1970 في A Sầu Valley ‏ في فيتنام.